# Partidu Republikanu

Flagge der Partidu Republikanu

Der Partidu Republikanu PR (Republikanische Partei) ist eine Partei in Osttimor.
Seit dem 30. Dezember 2005 ist sie aktiv, die offizielle Registrierung erfolgte am 12. Oktober 2006 und offiziell gegründet wurde die Partei am 17. Dezember 2007 auf ihrer ersten Nationalkonferenz.
Die Partei hat ihren Namen gewählt, da der Begriff allen Timoresen geläufig ist und Republik bedeutet, dass alle Einwohner an den Entscheidungen über die Entwicklung des Staats teilhaben können. Daher lautet das Parteimotto auch Die Stimme des Volkes ist das höchste Gesetz (Vox Populi Suprema Lex). Die Partei hat starke Bindungen zu Studentenbewegungen und zur Bildungsschicht Osttimors. Es gibt eigene Organisationen für die Jugend, Frauen, Arbeiter und Bauern.

## Mitglieder
Vorsitzender ist ihr Gründer, der Wirtschaftswissenschaftler João Mariano Saldanha. Generalsekretär ist Belarmino F. Neves.

## Politische Ziele
Die Partei will eine soziale Demokratie schaffen, die Gleichheit, Gerechtigkeit und Toleranz sicherstellt. Als sechs Hauptthemen sieht sie Sicherheit, Schaffung von Arbeitsplätzen, Ruhe und Ordnung, Bildung, Gesundheit, Dezentralisierung und Gleichstellung der Geschlechter. Bräuche und Traditionen sollen bewahrt werden, aber neue Ideen sollen die Gesellschaft Osttimors bereichern.
Die Nationalpolizei Osttimors PNTL soll professionalisiert werden durch eine bessere Ausbildung und eine klarere Trennung der PNTL-Führung und der Politik. Auch die Rolle der Verteidigungskräfte Osttimors F-FDTL soll neu definiert werden und auf Notfälle, Friedenssicherung und Naturkatastrophen fokussiert werden.
Die Armut soll durch Unterstützung der Industrie ausgerottet werden. Die Steuern für Kapital und Waren des alltäglichen Bedarfs sollen komplett abgeschafft werden. Der freie Wettbewerb soll gefördert werden, vor allem bei der Telekommunikation, um die Preise zu senken und einen besseren Service für die Kunden zu erreichen. Verteidigungsministerium und das F-FDTL-Oberkommando soll klarer getrennt werden um eine politische Instrumentalisierung der Armee zu verhindern.
Die nationale Einheit soll gestärkt werden, weswegen die Bezeichnungen für den West- und den Ostteil des Landes, Loro Munu und Loro Sae als diskriminierend kriminalisiert werden sollen. Tetum soll die dominierende Sprache in der Verwaltung sein. Alle offiziellen Dokumente sollen zuerst in Tetum geschrieben und dann in Portugiesisch und die Arbeitssprachen Bahasa Indonesia und Englisch übersetzt werden. Um der Jugend, der Privatwirtschaft und der Regierung die Arbeit in der globalisierten Welt zu erleichtern, soll Englisch die dritte offizielle Amtssprache neben Tetum und Portugiesisch werden.
Ein Ministerium für die Gleichstellung der Geschlechter und Minderheiten soll geschaffen werden um die Teilnahme von Frauen in der Politik, der öffentlichen Verwaltung, Militär und anderen Bereichen zu fördern.
20 Prozent des Staatshaushalts sollen in die Landwirtschaft fließen, um hier Arbeitsplätze für die arbeitslose Jugend zu schaffen. Die ländliche Struktur soll entwickelt werden durch den Bau von Wasser/Abwasserleitungen, Elektrizität, Straßen, Schulen und Gesundheitszentren. Die Malaria soll bis 2015 ausgerottet sein. Die Kosten für die Stromproduktion soll gesenkt werden um auch armen Familien einen Zugang zu ermöglichen. Der Arbeitsmarkt soll reguliert werden und nur Fachkräfte aus dem Ausland nach Osttimor gelassen werden, um die einheimischen ungelernten Arbeiter zu schützen.
Das Nationalparlament soll gestärkt werden. Gleichzeitig sollen Aufgaben an die Gemeinden und Verwaltungsämter abgegeben werden, die dann direkt gewählte eigene Verwalter erhalten sollen, damit das Volk seine politischen Führer direkt kennt. Banken sollen ermutigt werden auch in den ländlichen Gebieten zu arbeiten.
Die Partei nennt sich pazifistisch. Die aktuellen Probleme sollen durch die Diplomatie gelöst werden. Internationaler Handel, sportliche und kulturelle Beziehungen mit anderen Ländern sollen gefördert werden. In den Grenzgemeinden soll daher auch Bahasa Indonesia in den Schulen unterrichtet werden.
Der Analphabetismus soll bekämpft werden. Dafür soll auch die Bildungspolitik dezentralisiert und Privatschulen, wie die katholischen, unterstützt werden. Religion und Ethik soll von der Grundschule bis zur Universität unterrichtet werden.
Im Wahlkampf für die Parlamentswahlen 2023 versprach die Partei, das Problem der Arbeitslosigkeit zu lösen, indem sie 60.000 Arbeitsplätze pro Jahr schaffe, wobei der Agrarsektor das Wirtschaftswachstum anführen solle. Dazu wolle man die Produktivität der Landwirtschaft erhöhen. Daneben hätten noch der Tourismus und verarbeitende Industrien ein Potential. Die Regierung solle den Banken 100 Milliarden US-Dollar für zinslose Kredite zur Verfügung stellen, um das produzierende Gewerbe zu unterstützen. Parteichef Saldanha kritisierte ein investitionsfeindliches Klima und zu viel Bürokratie, die ein größeres Problem als die Korruption sei. Die Bürokratie sei inkompetent und ineffizient.

## Geschichte
Bei den Parlamentswahlen am 30. Juni 2007 erhielt die PR 1,06 % (4.408) der gültigen Stimmen und scheiterte damit an der Drei-Prozent-Hürde. Am meisten Unterstützung erhielt sie im Distrikt Oe-Cusse Ambeno, wo sie 1.072 Stimmen (3,8 %) erhielt.
Bei den Parlamentswahlen 2012 scheiterte die PR erneut an der Drei-Prozent-Hürde. Sie erhielt nur 0,91 % (4.270 Stimmen). In Oe-Cusse Ambeno fiel sie auf 1,68 %, was immer noch das beste Ergebnis in einem Distrikt war.
Bei den Parlamentswahlen 2017 erhielt die PR 0,70 % (3.951 Stimmen) und scheiterte damit an der Vier-Prozent-Hürde. Danach schloss sich die PR dem Fórum Demokrátiku Nasionál (FDN) an, trat aber Ende 2017 wieder aus dem Parteienbündnis aus. Dafür wurde die PR am 22. Dezember 2017 Mitglied der Frenti Dezenvolvimentu Demokratiku (FDD), trat aber am 27. Februar 2018 auch aus diesem Bündnis aus. Als Einzelpartei bei den vorgezogenen Neuwahlen am 12. Mai 2018 angetreten, scheiterte die PR erneut an der Vier-Prozent-Hürde mit 4.125 Stimmen (0,7 %).
Bei den Parlamentswahlen 2023 scheiterte die PR erneut an der Vier-Prozent-Hürde, mit 0,23 % (1.558 Stimmen).

## Parteisymbol und Flagge
Das Parteisymbol ist ein Mann, der sich einen Schal bindet und ein Büffelhorn bläst. Das Horn symbolisiert die Identität der Osttimoresen. Es überbringt eine Nachricht, die Stimme des Volkes. Der Büffel ist von sozialen und wirtschaftlichen Wert für das Land. Er ist ein starkes Tier, womit ausgedrückt wird, dass die PR die Kraft hat sich der Entwicklung des Landes anzunehmen.
Die Parteiflagge ist weiß mit einem grünen Kreis auf dem in der Mitte die gelben Buchstaben „PR“ stehen. Weiß steht für reine Herzen und reinen Geist, Grün für Fortschritt, Entwicklung und Schutz der Umwelt. Der Kreis im Zentrum steht für das Ziel. Das Gelb der Buchstaben steht für Frieden. Zusammen bedeutet die Flagge, dass die PR mit reinem Herz und Geist die Entwicklung des Landes unterstützt mit klaren Ansichten um im Frieden Wohlstand zu erreichen.

## Belege
- Political Parties and groupings of Timor-Leste (Memento vom 7. Juni 2007 im Internet Archive) (PDF; 996 kB)
- Rede von João Mariano Saldanha zur Gründung der Partei 2007